# Korsajärvi
Korsajärvi är en sjö i Finland. Den ligger i kommunen Kittilä i landskapet Lappland, i den norra delen av landet, 900 km norr om huvudstaden Helsingfors. Korsajärvi ligger 312,6 meter över havet. Omgivningarna runt Korsajärvi är i huvudsak ett öppet busklandskap. Arean är 35 hektar och strandlinjen är 7,99 kilometer lång. Sjön  ingår i Pasvik älvs huvudavrinningsområde. 